# Luis Solana
Luis Solana Madariaga (Madrid, 18 de diciembre de 1935) es un político y empresario español.

## Biografía
Nacido en Madrid el 18 de diciembre de 1935, Luis Solana es sobrino-nieto del escritor y diplomático español Salvador de Madariaga, nieto del pedagogo Ezequiel Solana, hijo de un profesor de química y hermano del también político Javier Solana; ha sido un destacado miembro del Partido Socialista Obrero Español. Su familia ha estado muy relacionada con la Universidad y la cultura.
Tras licenciarse en Derecho en Madrid y estudiar Economía de empresa en Londres y París trabajó en el sector de la banca, concretamente en Banco Urquijo. También trabajó en un bufete de abogados. Su actividad política se remonta a los años cincuenta, y en 1959 fue condenado a tres años de prisión como dirigente de la Agrupación Socialista Universitaria de Madrid. Se casó con Leonor Pérez Pita, promotora de la Pasarela Cibeles.
Diputado por Segovia, dimitió en diciembre de 1982, para hacerse cargo de la presidencia de la compañía Telefónica (28 de diciembre de 1982 / 13 de enero de 1989). Su mandato se caracterizó por el inicio de la internacionalización de la compañía. Ejerce el cargo hasta el 13 de enero de 1989, momento en el que es nombrado director general de Radiotelevisión española en sustitución de Pilar Miró.
En 1990 abandona RTVE. Desde esa fecha se ha dedicado a la empresa privada: desde 1991 ha presidido Inversiones Graminsa, empresa dedicada a la inversión en compañías de nuevas tecnologías, y entre 2004 y 2006 fue designado consejero independiente de la empresa de tecnologías de la información Ezentis. Compañías del grupo han estado presentes en España, Argentina, y Chile, en campos de telecomunicaciones e informática.
Está condecorado con la Medalla al  Mérito Constitucional, la Cruz de Oro de la Cruz Roja,  la Gran Cruz al Mérito Naval,  la Cruz de Plata de la Guardia Civil y Guardia Civil Honorario.
Mantiene un blog con el título "Debate tras la línea roja". Recientemente se ha presentado en las listas del PSOE de Nerja (Málaga). Es presidente del Observatorio Europeo de Seguridad y Defensa.

## Crimen de Alcácer
En 1997 Juan Ignacio Blanco, junto con el padre de una de las víctimas (Fernando García), declararon sin prueba alguna en el programa de televisión "Esta Noche Cruzamos el Misisipi" que los autores del crimen no serían Ricart y Anglès, sino tres personalidades públicas ligadas al PSOE: Alfonso Calvé (psiquiatra y exgobernador civil de Alicante), José Luis Bermúdez de Castro (productor de cine) y Luis Solana. "Calvé, Solana y Bermúdez de Castro forman parte del Clan de La Moraleja, que no sólo está implicado en estos asuntos tan turbios, sino en bastantes más: tanto Calvé como Solana están siendo investigados por la desaparición de dos toneladas de cocaína". Los tres implicados denunciaron  tanto a Blanco y García, como a la dirección del programa y a su conductor, Pepe Navarro. El juicio se resolvió con la condena por calumnias tanto de la dirección del programa como de Blanco y García, que tuvieron que emitir una disculpa pública y abonar una multa, así como las correspondientes costas judiciales. El dinero de la indemnización fue donado a una ONG por los tres agraviados.